# Touch! Generations

Logo europeo

Touch! Generations è un marchio creato da Nintendo nel 2006 per raccogliere i videogiochi destinati a un pubblico più vasto rispetto ai titoli tradizionali, grazie anche alla loro accessibilità nei controlli e alla facilità nel gameplay. I titoli Touch! Generations furono inizialmente pensati per Nintendo DS, difatti il primo titolo a dotarsi di questa etichetta fu Brain Training; in seguito furono portati anche su Wii con Wii Sports. I giochi appartenenti a questa serie furono accolti subito molto bene dal pubblico, diventando nel tempo veri e propri best seller.
La serie Touch! Generations può essere considerata anche la "serie economica" di Nintendo, poiché generalmente il costo dei giochi appartenenti a essa è leggermente inferiore rispetto ai titoli che non ne fanno parte.

## Giochi
La Touch! Generations copre una vasta gamma di generi videoludici: si va da titoli educativi alla simulazione sportive e non, arrivando a comprendere generi più vicini ai videogiochi classici, quali puzzle game, avventure grafiche e giochi musicali. Qui di seguito i giochi commercializzati sotto questa etichetta per Nintendo DS e Wii:

### Giochi Touch! Generations per Nintendo DS

Logo del Touch Generations in Nord America (il logo Wii è simile, ma c'è un Wii Remote invece di una stilo)

Logo del Touch Generations per Nintendo DS (il logo giapponese è identico, ma il colore è rosa)

- 42 classici senza tempo, gioco che contiene 42 classici fra i giochi di società.
- Actionloop
- Art Academy
- Big Brain Academy
- Nintendogs
- Dr. Kawashima's Brain Training
- More Brain Training
- Animal Crossing: Wild World
- La guida in cucina: Che si mangia oggi?, una guida elettronica per cucinare.
- English Training: Migliora il tuo inglese divertendoti!, gioco che, con un sistema simile a quello dei Brain Training, aiuta a imparare l'inglese.
- Training For Your Eyes: Hai mai pensato di allenare e rilassare i tuoi occhi?, una palestra per migliorare le abilità degli occhi.
- Tetris DS
- Training di matematica del prof. Kageyama, gioco che allena le doti matematiche.
- Picross DS, versione elettronica dei nonogrammi (o crucipixel).
- Picross 3D
- Electroplankton, un gioco atipico dove si interagisce con un ambiente marino, nel quale ogni cosa toccata con lo stilo del DS produce un suono.
- Walk with Me!

### Giochi Touch! Generations per Nintendo Wii
- Wii Sports
- Wii Play
- Big Brain Academy: Wii Degree
- Wii Fit
- Wii Music
- Animal Crossing: Let's Go to the City
- Wii Scacchi
- Trauma Center: New Blood, gioco nel quale si diventa chirurghi alle prese con difficili operazioni.
- Trauma Center: Second Opinion
- Endless Ocean, gioco nel quale si è un sub che effettua immersioni nel mare aperto, osservando la fauna marina.
- Another Code: R - Viaggio al confine della memoria
- Endless Ocean 2: Avventura negli abissi
- Wii Sports Resort
- Wii Party